# Рижский русский театр имени Михаила Чехова
Ри́жский ру́сский теа́тр и́мени Михаи́ла Че́хова (РРТ) — латвийский драматический театр в городе Риге, основанный 2 октября 1883 года.
С 2006 года носит имя актёра, театрального педагога и режиссёра Михаила Александровича Чехова — племянника писателя Антона Павловича Чехова.
Современный адрес театра — Латвия, LV-1050, Рига, улица Калькю, д. 16.
В историю театра вписали свои имена такие мастера, как Константин Незлобин, Константин Марджанов, Александр Таиров, Михаил Муратов, Сергей Радлов, Вера Балюнас, Аркадий Кац, Петер Штайн, Евгений Арье, Роман Козак, Паоло Эмилио Ланди, Алла Сигалова, Сергей Голомазов и многие другие известные режиссёры.

## История театра
Осенью 1883 года, 2 октября, в зале русской ремесленной артели, прибывшей в Ригу на целый сезон, труппой антрепренёра Е. В. Лаврова была показана пьеса И. Шпажинского «Майорша». В городе появился самостоятельный профессиональный русский театр, до 1902 года выступавший на сцене в здании, принадлежавшем акционерному обществу «Улей».
С 1902 года до начала Первой мировой войны труппа работает в здании Второго городского театра (архитектор Август Рейнберг), который был открыт городскими властями к 700-летнему юбилею Риги.
В театре гастролировали Вера Комиссаржевская, Марья Савина, Варвара Стрельская и многие другие маститые актёры.
В истории театра 1902 год связан с именем актёра и режиссёра Константина Незлобина, державшего в Риге антерпризу. При его непосредственном участии сформировалось стабильное ядро труппы. Незлобин сумел привлечь талантливых режиссёров, декораторов и актёров. Заметно расширился и обогатился репертуар.
В труппу были приглашены выдающиеся актёры — М. Андреева, М. Роксанова, А. Харламов, Н. Михайловский, В. Лихачёв. Большое значение имели постановки режиссёра К. Марджанова, ученика К. Станиславского.
В 1904 году в Ригу, по приглашению лично с ним знакомого Незлобина, приезжал М. Горький и принимал участие в постановке своих пьес. В ноябре состоялась премьера спектакля «Дачники» в постановке К. Марджанова. На будущий год во время гастролей этот спектакль был хорошо принят московским зрителем.
Во время руководства труппой театра Н. Михайловским, одним из приглашённых режиссёров был молодой Александр Таиров, с постановками которого имели возможность познакомиться рижане.
Театр возобновил работу в независимой Латвии в 1921 году. Труппу возглавил приехавший из Болгарии актёр московского Малого Театра М. Муратов, игравший здесь несколько сезонов. В репертуаре преобладали спектакли русской классики, поставленные на арендованной сцене Латышского общества. Несмотря на государственные дотации, часть средств приходилось собирать усилиями товарищества «Театр русской драмы».
На гастроли в Ригу приезжали многие выдающиеся артисты. Два сезона играл Михаил Чехов, зрители могли видеть Василия Качалова, Григория Хмару, Ольгу Гзовскую, Павла Орленёва.
В это время и в самой труппе было много ярких талантов: Е. Жихарева, Е. Маршева, Е. Рощина-Инсарова, М. Ведринская, Л. Мельникова, Е. Бунчук, Г. Терехов. На сцене театра выступала известная латышская актриса Л. Штенгеле.
Занимаясь руководством вновь созданного Рабочего театра, находил время на игру и постановку новых спектаклей Юрий Юровский.
В Рижском русском театре впервые была поставлена пьеса «Утиная охота» А. Вампилова.
Одним из ведущих принципов РРТ на протяжении многих лет было поддержание жанрового разнообразия репертуара: зрителю предлагались и глубокие социально-психологические спектакли, и зрелищные музыкальные представления, и неожиданные творческие эксперименты с формой, и академически строгие — «классические» — постановки.
В августе 2010 года главным режиссёром театра стал Игорь Коняев. Занимал эту должность до октября 2015 года.

### Выдающиеся постановки прошлых лет
См. список — Постановки Рижского русского театра имени Михаила Чехова.
- «Варвары» М. Горького[3]
- «На дне» М. Горького
- «На всякого мудреца довольно простоты» А. Н. Островского
- «Кавказский меловой круг» Бертольта Брехта
- «Вестсайдская история» Л. Бернстайна и А. Лорентса
- «Человек из Ламанчи» В. Вассермана и Д. Дэриона

### Главные режиссёры и художественные руководители театра
- 1964—1988 — А. Ф. Кац
- 1988—1999 — Л. С. Белявский
- 2000—2003 — Г. Р. Тростянецкий
- 2003—2004 — В. С. Петров
- 2007—2009 — А. М. Прикотенко
- 2010—2015 — И. Г. Коняев
- 2018— настоящее время — С. А. Голомазов

## Известные актёры прошлых лет
В скобках указаны даты работы в театре:
- Аугшкап Агрий
- Белявская Ольга (1981)
- Бокалов Дмитрий
- Боярский Александр (1964—1980)
- Бур Юрий (Юрий де Бур) (1924—1949)
- Валевская Валентина (1945—1985)
- Владимир Глухов (1945-1996)
- Дамбран Рудольф (1962—1984)
- Бронислав Дзерук (1946-1977)
- Золотухин Лев (1951—1954)
- Карповская Полина (1949—1956)
- Ковалёва Анна (1944—1947)
- Лазарев Евгений (1959—1961)
- Михайлов Алексей (1958—1987)
- Михневич Чеслав (1935—1946)
- Орлова Наталия (1962-1964)
- Петров Сергей (1987—1990)
- Ритенберга Дзидра (1957—1962)
- Рощина-Инсарова Екатерина (1922—1923)
- Сексте Яна (2002—2005)
- Тарская Татьяна (1961-1964)
- Тимофеев Георгий
- Титов Константин (1948—1959)
- Шаховской Владимир
- Юровский Юрий (1924—1959)

## Театр сегодня
С 2000 года у театра складываются прочные творческие отношения с легендарным латвийским композитором Раймондом Паулсом. Вслед за его мюзиклом «Керри» на сцене театра появляются музыкальные спектакли при непосредственном участии маэстро — «Ночи Кабирии», «Соло для актрисы с оркестром», «Старинные часы», «Раймонд Паулс. Избранное», «Одесса, город колдовской…». В мае 2017 года репертуар РРТ пополнился музыкальным представлением «Девушка в кафе» — по стихам Аустры Скуини в переводе Ольги Петерсон.
В сентябре 2006 года театр (прежде именовавшийся Государственным рижским театром русской драмы) вернул себе историческое название «Рижский русский театр» и получил право именоваться театром имени Михаила Чехова, отдавая дань памяти блестящему актеру, режиссеру и педагогу, посвятившему два года своей жизни (1932—1934) работе в Риге и открывшему здесь свою первую школу.
В 2010 году завершилась реконструкция театрального здания, благодаря которой РРТ по оснащению в настоящее время является одним из самых современных театров Европы. В том же году художественным руководителем театра стал известный режиссёр из Санкт-Петербурга, лауреат Государственной премии Игорь Коняев (занимавший пост до октября 2015 года); он также взял на себя обязанности мастера актерского курса, который набрал совместно с профессором Санкт-Петербургской театральной академии Еленой Чёрной на базе Латвийской академии культуры — специально для русского театра. В 2014 году выпускники этого курса успешно пополнили труппу РРТ.
В 2014 году театр получил Международную театральную премию зрительских симпатий «Звезда Театрала» в номинации «Лучший русский театр за пределами России».
До ноября 2017 года директором театра являлся Эдуард Цеховал, занимавший эту должность почти 30 лет и в 2013 году получивший Премию Станиславского — «за сохранение традиций русского театра в Латвии». С 8 января 2018 года директором театра является Дана Бйорк.
1 октября 2018 года художественным руководителем театра стал Сергей Голомазов.
В репертуаре РРТ представлены как русская и мировая классика, так и работы молодых драматургов. На Большой, Малой и Экспериментальной сценах играют спектакли всех жанров, включая детские и музыкальные представления. Театр активно гастролирует и успешно выступает на фестивальной арене.

### Современная труппа театра
- Баженова Галина
- Голубева Людмила (с 1956)
- Гордиенко Радион
- Горохов Сергей
- Гроссман Вадим
- Егорова Ирина
- Иванычев Евгений
- Коргин Алексей
- Корнев Евгений
- Ленц Леонид
- Лукашенкова Татьяна
- Маликов Александр
- Можейко Андрей
- Незнамова Нина
- Никулина Ольга
- Палеес Дмитрий
- Плоских Борис
- Полищук Александр
- Рафальсон Яков
- Российская Галина
- Сафронов Юрий
- Сигова Елена
- Соловьев Данила
- Судник Тамара
- Тетерин Олег
- Тимошенко Анастасия
- Фечин Анатолий
- Фролова Екатерина
- Черкес Евгений
- Чернецова Дана
- Чернявский Игорь
- Шиляева Светлана

### Современный репертуар
- 2001 — «Ужин дураков» Франсис Вебер. Режиссёр: Роман Козак
- 2007 — «Одесса, город колдовской…» («Рыжий король») по мотивам рассказов Исаака Бабеля. Режиссёр: Владимир Золотарь
- 2008 — «Голодранцы-Аристократы» Эдуардо Скарпетто. Режиссёр: Паоло Эмилио Ланди
- 2009 — «Билет в один конец» Александра Углова. Режиссёр: Дмитрий Астрахан
- 2009 — «Варшавская мелодия» Леонида Зорина. Режиссёр: Сергей Голомазов
- 2010 — «Полустанок» Алексея Щербака. Режиссёр: Михаил Груздов
- 2010 — «Юбилей всмятку» Антона Чехова. Режиссёр: Леонид Белявский
- 2010 — «Дядюшкин сон» Фёдора Достоевского. Режиссёр: Михаил Бычков
- 2011 — «Ретро» Александра Галина. Режиссёр: Леонид Белявский
- 2011 — «Зима» Евгения Гришковца. Режиссёр: Инесе Пуджа
- 2011 — «Гранёнка» Элмарса Сенькова. Режиссёр: Элмарс Сеньков
- 2011 — «Не все коту масленица» Александра Островского. Режиссёр: Игорь Коняев
- 2011 — «Майзингер» Германа Грекова. Режиссёр: Дж. Дж. Джилинджер
- 2011 — «Метод Грёнхольма» Жорди Гольсерана. Режиссёр: Сергей Голомазов
- 2011 — «Человек и Джентльмен» Эдуардо де Филиппо. Режиссёр: Паоло Эмилио Ланди
- 2011 — «Благородная кровь» Инги Абеле. Режиссёр: Михаил Груздов
- 2011 — «Большое путешествие маленькой ёлочки» Руслана Кудашова. Режиссёр: Руслан Кудашов
- 2012 — «Танго между строк». Фантазия на музыку Оскара Строка в двух действиях Алексея Щербака. Режиссёр: Игорь Коняев
- 2012 — «Индраны» Рудольфа Блауманиса. Режиссёр: Элмарс Сеньков
- 2012 — «Маэстро». Музыкальный вечер Раймонда Паулса.
- 2012 — «Лесная песня» Леси Украинки. Режиссёр: Игорь Коняев и Елена Чёрная
- 2012 — «Лес» Александра Островского. Режиссёр: Игорь Коняев
- 2013 — «Не всё коту масленица» Александра Островского.

## Награды
- Орден Дружбы народов.
- Почётная грамота Президента Латвии (2019)[4].